# پارک وندر ویر

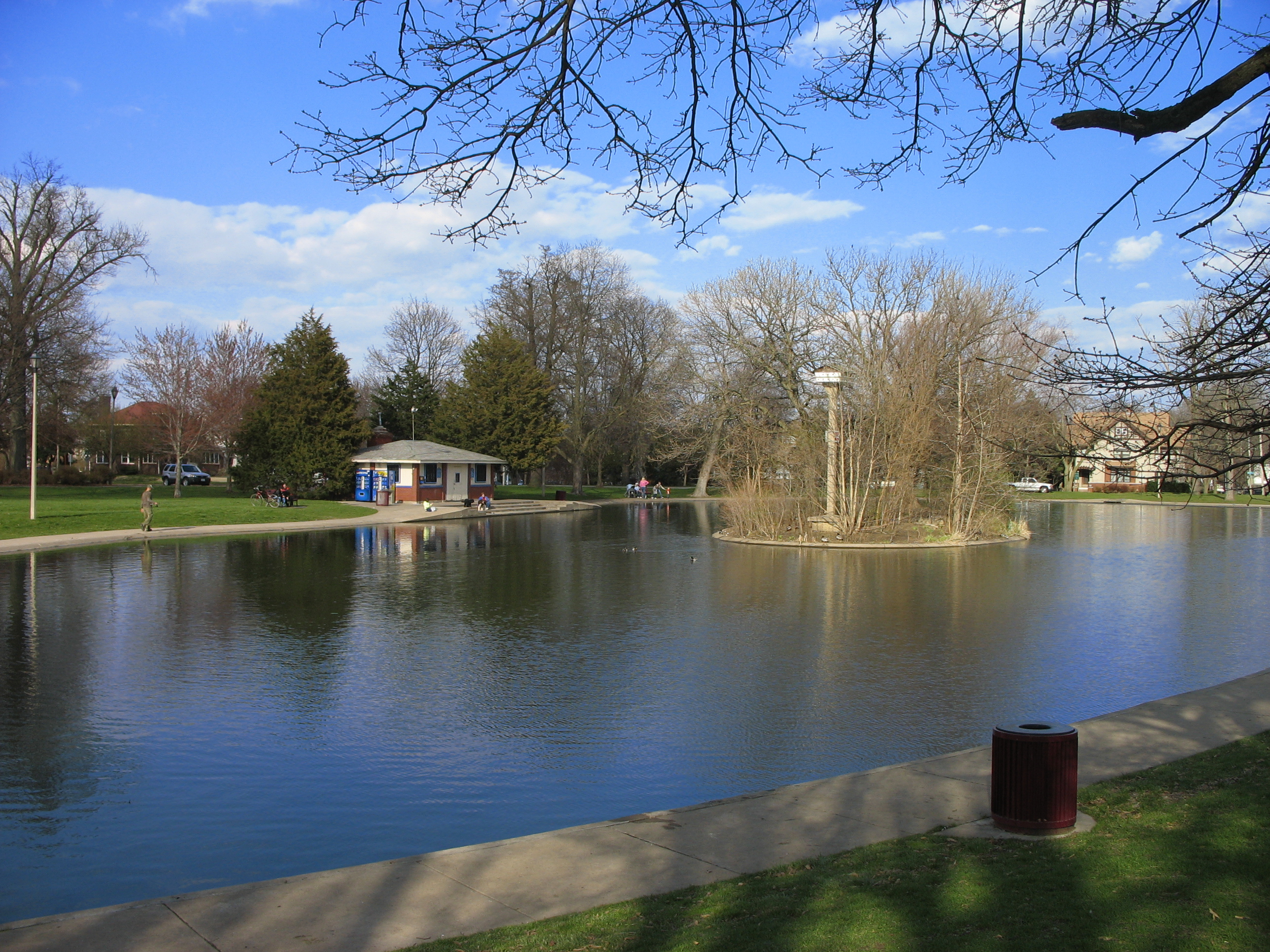
مرداب پارک وندر ویر

پارک وندر ویِر (به انگلیسی: Vander Veer Park) با مساحت ۱۳۴٬۰۰۰ متر مربع، در ایالت آیوای آمریکا، در شهر دونپورت است.
پارک وندر ویر اولین پارک گیاهان در قسمت شرقی رودخانه میسیسیپی است.
این پارک در سال ۱۸۸۵ میلادی احداث شد. زمین این پارک خانهٔ درختان محلی و غیر محلی از سال ۱۸۹۰ است. این پارک دارای گیاهان یک ساله، دو ساله و گلخانهای با گیاهان استوایی است.